# Pic dels Bessons Ravier
El Pic dels Bessons Ravier o pic dels Gemelos Ravier és una muntanya de 3.160 m d'altitud, amb una prominència de 31 m, que es troba al massís de Pocets, província d'Osca (Aragó).